# Onitis bredoi
Onitis bredoi là một loài bọ cánh cứng trong họ Bọ hung (Scarabaeidae).